# Кійокава Масадзі
Кійокава Масадзі (11 лютого 1913 — 13 квітня 1999) — японський плавець.
Олімпійський чемпіон 1932 року, призер 1936 року.